# Martineziana simplex
Martineziana simplex är en skalbaggsart som beskrevs av Vladimir Balthasar 1963. Martineziana simplex ingår i släktet Martineziana och familjen Aphodiidae. Inga underarter finns listade i Catalogue of Life.